# Orobanche cyrnea
Espèce
Classification phylogénétique
Orobanche cyrnea est une espèce de plantes à fleurs de la famille des Orobanchaceae. C'est une plante parasite endémique de Corse.

## Écologie
Orobanche cyrnea ne croît que sur la santoline Santolina corsica.

## Répartition
Cette espèce est endémique de Corse, où elle ne pousse que dans la région du Bozio.